# ياكوب هورن
ياكوب هورن (بالألمانية: Jakob Horn)‏ هو كاتب غير روائي ورياضياتي ألماني، ولد في 14 فبراير 1867 في Rehbach ‏ في ألمانيا، وتوفي بنفس المكان في 24 فبراير 1946.